# Tesoro de la Avenida Constitución
El  Tesoro de la Avenida Constitución es un tesoro numismático de época islámica formado por 1543 monedas (de las cuales 19 son de oro –dinares- y el resto de plata -dirhams-) del periodo taifa (siglo XI), descubierto en el año 2009 en una intervención arqueológica preventiva realizada en la Avenida de la Constitución de la ciudad de Valencia.
El tesoro forma parte de la exposición permanente del Museo de Historia de Valencia (MhV).
Tras el descubrimiento, el Instituto Valenciano de Conservación y Restauración (Ivacor) mantuvo el tesoro custodiado y en espera de restauración en el depósito arqueológico municipal de Vara de Quart, durante más de dos años. A principios de 2012 el Instituto Valenciano de Conservación y Restauración, dirigido por Carmen Pérez, ex directora general de Patrimonio, asumió la restauración.
Cuando se realizó el descubrimiento eran los técnicos del Servicio Municipal de Arqueología (SIAM) los que debían encargarse de limpiar y separar (una primera limpieza se realizó con ultrasonidos; luego, las monedas se sometieron a baños controlados en soluciones químicas para disolver el óxido. Finalmente, las piezas se separaron mecánicamente a punta de bisturí con ayuda de una lupa binocular. Durante este proceso se descubrió que las monedas de oro se hallaban envueltas en un paño de tela separadas del resto) las monedas, ya que aparecieron amalgamadas dentro de una vasija de cerámica. Desgraciadamente, la falta de presupuestos hizo que fuera el Instituto de Conservación el que se encargara de la intervención.
La zona donde fue encontrado el tesoro debía ser un descampado, probablemente un huerto contiguo al arrabal de la Alcudia, en el momento en el que se ocultó. El tesoro fue expuesto, junto con otras 149 piezas procedentes de 68 museos de toda España, en el Museo Arqueológico Nacional (MAN) entre el 10 de octubre de 2017 y el 1 de abril de 2018, en la exposición temporal “El poder del pasado, 150 años de arqueología en España”, organizada por Acción Cultural Española y el Museo Arqueológico Nacional en conmemoración del 150 aniversario del dicho museo.
Las monedas más antiguas de este tesoro datan de la época del califa omeya Abd al-Rahman III, y las más modernas, datan del califa fatimí Al Zahir (1021-1036). Este conjunto de monedas pone de manifiesto los nexos y las relaciones marítimas mediterráneas de la Valencia musulmana del siglo XI (Madinat Balansiya).